# Jewhen Młynczenko
Jewhen Ołeksandrowycz Młynczenko (ukr. Євген Олександрович Млинченко; ur. 11 czerwca 1972 w Kijowie) – ukraiński hokeista, reprezentant Ukrainy.

## Kariera
- SzWSM Kijów (1989-1992, 1996)
- Sokił Kijów (1992-1996)
- Nieftiechimik Niżniekamsk (1996-1999)
- Sokił Kijów (1999)
- HK Woroneż (1999-2000)
- SKA Sankt Petersburg (2000)
- Sokił Kijów (2000-2004)
- Unia Oświęcim (2004-2005)
- Berkut Browary (2005-2006)
- Sokił Kijów (2006)
- ATEK Kijów (2006-2007)
- Biłyj Bars Biała Cerkiew (2007-2008)
- Kompańjon Kijów (2008-2009)
- Berkut Kijów (2010-2011)

Grał w klubach ukraińskich, rosyjskich, występował w lidze polskiej w sezonie 2004/2005 w klubie z Oświęcimia.
Uczestniczył w turniejach mistrzostw świata w 1995, 1996 (Grupa C).

## Sukcesy
Klubowe
- Brązowy medal Wschodnioeuropejskiej Hokejowej Ligi: 2001, 2003 z Sokiłem Kijów
- Złoty medal mistrzostw Ukrainy: 2003 z Sokiłem Kijów, 2007 z ATEK Kijów
- Srebrny medal mistrzostw Polski: 2005 z Unią Oświęcim
- Srebrny medal mistrzostw Ukrainy: 2008 z Biłyjem Barsem Biała Cerkiew